# Captain Courtesy
Captain Courtesy è un film muto del 1915 diretto da Phillips Smalley e Lois Weber che aveva come interpreti Dustin Farnum (nel ruolo del titolo), sua moglie Winifred Kingston, Herbert Standing e Courtenay Foote. La sceneggiatura si basa sul romanzo omonimo di Edward Childs Carpenter, pubblicato nel 1906 a Filadelfia

## Trama
Nel 1840, la California appartiene al Messico e i coloni americani sono in costante pericolo, minacciati dai banditi. Un gruppo di razziatori, guidato dal rinnegato George Granville, uccide i genitori di Leonardo Davis. L'uomo giura vendetta e, mascherato, si trasforma in un feroce nemico delle bande di messicani che mettono a ferro e fuoco le proprietà dei coloni. Diventato difensore dei deboli, ai quali restituisce il bottino che era stato loro rubato, conquista fama come Captain Courtesy. Innamorato di Eleanor, la pupilla di padre Reinaldo, le promette di rinunciare alla sua vendetta e si unisce ai fucilieri della California. Granville, però, che è venuto a conoscenza di un deposito d'oro che si trova alla missione di San Fernando, organizza un attacco con i suoi. Leonardo, riuscito a fuggire, chiede l'aiuto del generale Kearny, accampato con le sue truppe a Los Angeles. L'arrivo degli americani mette in fuga i messicani: in un combattimento finale, Granville, che ha ammesso di essere il colpevole della morte dei Davis, soccombe sotto i colpi di Leonardo. Ma, all'ultimo momento, viene salvato dall'intervento di Eleanor, che convince Leonardo a risparmiare la vita dell'assassino.

## Produzione
Il film fu prodotto dalla Hobart Bosworth Productions in associazione con la Oliver Morosco Photoplay Company.

## Distribuzione
Il copyright del film, richiesto dalla Bosworth, Inc., fu registrato il 31 marzo 1915 con il numero LU4878. Distribuito dalla Paramount Pictures, il film uscì nelle sale cinematografiche statunitensi il 19 aprile 1915. Ne venne fatta una riedizione che fu distribuita negli Stati Uniti il 19 gennaio 1919. Con il titolo En stråtrövares romans, il film uscì anche in Svezia il 5 marzo 1921.